# 四氢邻苯二甲酸酐
四氢邻苯二甲酸酐是一种化学式为C6H8C2O3的有机化合物。该化合物有两种异构体，本条目重点介绍的是更为常见的顺式异构体。它是一种白色固体，可溶于有机溶剂。

## 制备与衍生物
顺式四氢邻苯二甲酸酐通过丁二烯与马来酸酐的狄尔斯–阿尔德反应制备。
四氢邻苯二甲酸酐是多种化合物的前体，包括二羧酸四氢邻苯二甲酸，以及四氢邻苯二甲酰亚胺，后者是杀菌剂蓋普丹的前体。此外，它还是1,2,3,4-丁烷四甲酸的前体。